# Парламентские выборы в Камбодже (2023)
Парламентские выборы 2023 года в Камбодже состоятся 23 июля для избрания депутатов Национальной ассамблеи VII созыва.

## Предыстория
Хун Сен занимает пост премьер-министра Камбоджи и государств-предшественников (Народной Республики Кампучия и Государства Камбоджа) с января 1985 года. После государственного переворота 1997 года он консолидировал власть в своих руках, что привело к авторитарному правлению, кульминацией которого стало установление де-факто однопартийной системы в 2018 году после того, как лояльный ему Верховный суд Камбоджи запретил крупнейшую оппозиционную «Партию национального спасения Камбоджи» (ПНСК) во главе с Сам Рейнгси и Кем Сокхой. В результате на парламентских выборах 2018 года правящая «Народная партия Камбоджи» (НПК) забрала все места.
На 43-м съезде «Народная партия Камбоджи» Хун Сен был одобрен кандидатом в премьер-министры на выборах 2023 года. Центральный комитет также единогласно утвердил Хун Манета, сына Хун Сена, в качестве будущего кандидата в премьер-министры от партии. Хун Сен публично пообещал остаться у власти до выборов 2028 года, хотя переход власти к его сыну между 2023 и 2028 годами не был полностью исключён. Несмотря на недостатки в управлении, особенно во время вспышки пандемии COVID-19 в начале 2021 года, правительство получило широкую похвалу за свои ответные меры против этой коронавирусной инфекции. В частности, по состоянию на январь 2022 года было полностью вакцинировано более 80 % населения.
Громкая публичная ссора между фракциями Кем Сокхи и Сам Рейнгси из бывшей «Партии национального спасения Камбоджи» означала, что на очередных выборах вряд ли будет объединённая оппозиция против «Народной партии Камбоджи». Муниципальные выборы 2022 года привели к ожидаемой победе НПК. Основываясь на этих результатах, НПК внутренне прогнозировала, что получит 104 места, а партия «Свеча» (воссоздана в 2018 году после запрета ПНСК) — 21 место. Однако позже представитель НПК Сок Эйсан сказал, что теперь его партия будет ориентироваться на 90 % голосов или 120 мест в парламенте.
15 мая 2023 года Национальная избирательная комиссия официально отказала партии «Свеча» в регистрации, что означает отстранение от участия в выборах. Названная причина заключалась в непредставлении надлежащих регистрационных документов. Партия заявила, что подаст апелляцию.

### Арест лидера оппозиции
Один из лидеров оппозиции Сам Рейнгси находится в вынужденной эмиграции с 2017 года. Другой бывший лидер «Партии национального спасения Камбоджи» Кем Сокха также с 2017 года находится под следствием. В результате он был приговорён к 27 годам тюремного заключения за предполагаемый сговор с иностранными державами с целью свержения правительства. Кем Сокха был задержан в своём доме в районе Туол Корк в Пномпене и содержится в тюрьме Трапеанг Плонг в ожидании суда. 3 марта 2023 года городской суд приговорил его к 27 годам лишения свободы по статьям 439 и 443 Уголовного кодекса и исключил его участие в политике и выборах согласно статье 450. Приговор суда осудили правозащитные группы, посольство США и комиссар ООН по правам человека.

## Избирательная система

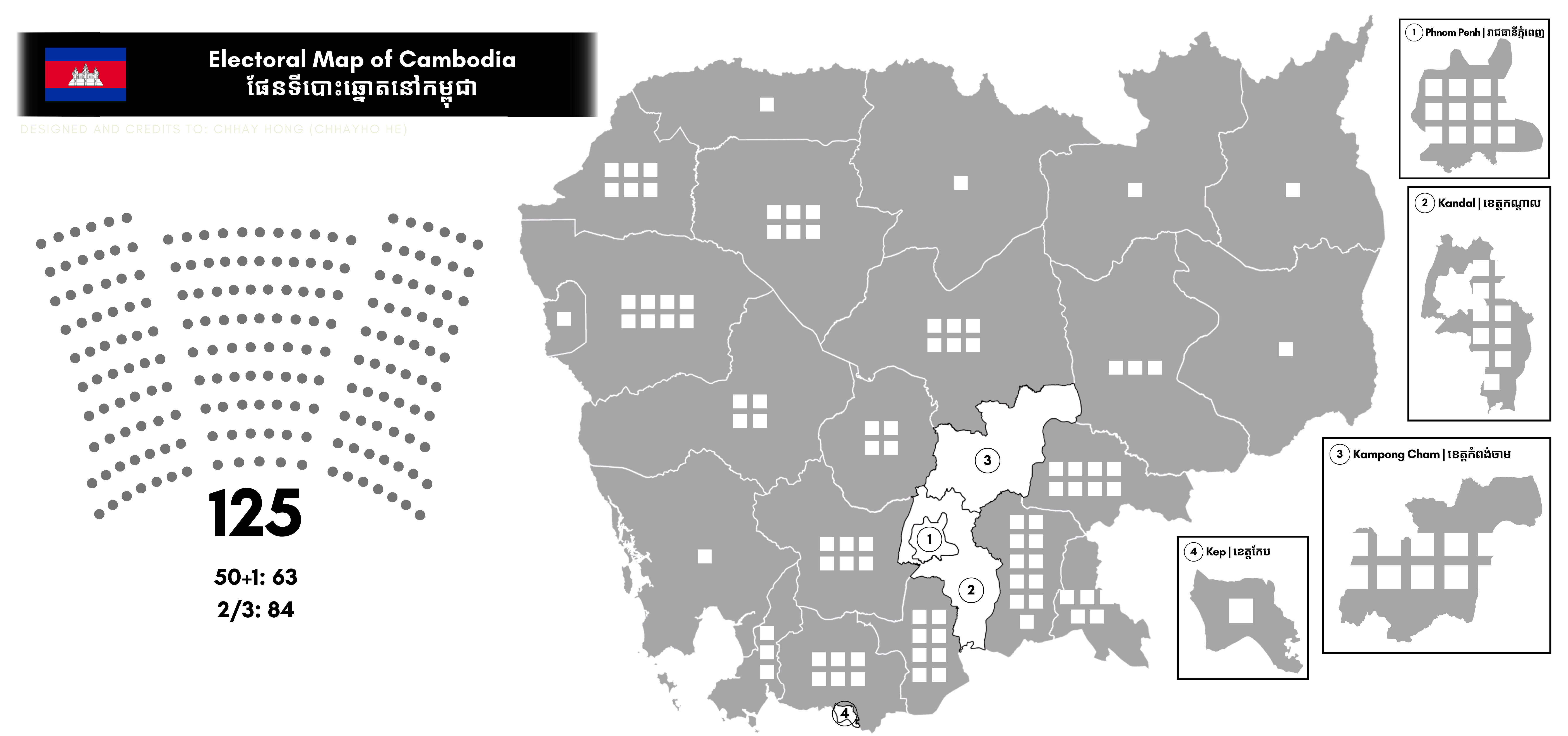
Карта распределения мест по провинциям

Конституция Камбоджи гласит, что Национальная ассамблея избирается на 5-летний срок по 25 многомандатным округам на основе пропорционального представительства по закрытым спискам. Места распределяются по методу Д’Ондта.
Распределение числа мест в парламенте по провинциям:
| Провинция      | Мест |
| -------------- | ---- |
| Бантеймеантьей | 6    |
| Баттамбанг     | 8    |
| Кампонгтям     | 10   |
| Кампонгчнанг   | 4    |
| Кампонгспы     | 6    |
| Кампонгтхом    | 6    |
| Кампот         | 6    |
| Кандаль        | 11   |
| Кахконг        | 1    |
| Кратьэх        | 3    |
| Мондолькири    | 1    |
| Пномпень       | 12   |
| Прэахвихеа     | 1    |
| Прейвэнг       | 11   |
| Поусат         | 4    |
| Ратанакири     | 1    |
| Сиемреап       | 6    |
| Кампонгсаом    | 3    |
| Стынгтраенг    | 1    |
| Свайриенг      | 5    |
| Такео          | 9    |
| Оддармеантьей  | 1    |
| Каеп           | 1    |
| Пайлин         | 1    |
| Тбоунг Кхум    | 8    |
| Всего          | 125  |